# جیمز مایر دو روتشیلد
جیمز مایر دو روچیلد (انگلیسی: James Mayer de Rothschild; ۱۵ مهٔ ۱۷۹۲ – ۱۵ نوامبر ۱۸۶۸) بانکدار و اهالی کسب‌وکار اهل فرانسه بود. وی همچنین برندهٔ جوایزی همچون لژیون دونور (افسر بزرگ) شده‌است.